# Honderddagenoffensief
Het Honderddagenoffensief was een serie van offensieven in de Eerste Wereldoorlog van de geallieerden tegen Duitsland op het westelijke front. De veldslagen vonden plaats van 8 augustus 1918 tot 11 november 1918 en leidden tot het terugtrekken van het Duitse leger uit Frankrijk. Na het verlies van de Hindenburglinie kwam het Duitse opperbevel tot het inzicht dat de oorlog verloren was. Dit zou leiden tot een wapenstilstand en uiteindelijk vrede.

## Achtergrond
Het Duitse offensief aan het westelijke front begon met Operatie Michael in maart 1918 en eindigde in juli. De Duitsers waren opgerukt tot de Marne maar wisten geen beslissende doorbraak te forceren. Toen Operatie Marne-Rheims in juli op z'n einde liep, ontketende de geallieerde opperbevelhebber Frankrijk maarschalk Ferdinand Foch een tegenoffensief: de Tweede Slag bij de Marne. De Duitsers onderkenden hun onhoudbare positie en trokken terug naar het noorden.
Foch realiseerde zich dat het tijd was voor de geallieerden om weer in de aanval te gaan. Amerikaanse troepen waren nu in groten getale aanwezig. Hun aanwezigheid inspireerde het Franse leger. Hun commandant John Pershing was er een sterk voorstander van dat zijn leger in een onafhankelijke rol werd gebruikt. Het Britse leger was ook versterkt met troepen die terugkwamen uit Palestina, het Italiaans front en troepen die achter de hand waren gehouden door de Britse minister president David Lloyd George.
Veldmaarschalk Douglas Haig, de commandant van de British Expeditionary Force (BEF), stelde een aanval aan de Somme voor, ten zuiden van Amiens en zuidwestelijk van het slagveld in 1916 van de Slag aan de Somme. Foch stemde hiermee in.
Om verschillende redenen werd de Somme gekozen als geschikt slagveld voor het offensief. In 1916 was het de grens tussen het Britse en Franse leger in dit geval gemarkeerd door de weg van Amiens naar Roye. Deze maakte het mogelijk dat de twee legers konden samenwerken. Daarnaast vormde het platteland van Picardië een goede ondergrond voor de tanks, wat niet het geval was in Vlaanderen.
Bovendien was de Duitse verdediging (uitgevoerd door het Duitse 2de leger onder generaal Georg von der Marwitz) hier relatief zwak.

## Slagen

### Amiens
De slag bij Amiens begon op 8 augustus met een aanval van meer dan tien geallieerde divisies (Australiërs, Canadezen, Britten en Franse troepen) en meer dan 500 tanks. Door de goede voorbereiding waren de Duitsers volledig verrast. De aanval, aangevoerd door het Australische en Canadese korps van het Britse 4de leger, brak door de Duitse linies, en tanks vielen de Duitsers in de rug aan. Hierdoor ontstond chaos bij de Duitse troepen. Aan het einde van de dag was in de Duitse linie ten zuiden van de Somme een gat van 24 kilometer gecreëerd. De geallieerden maakten 17.000 krijgsgevangenen, en maakten 330 kanonnen buit. Op de eerste dag van de slag werden de verliezen geschat op 30.000 aan Duitse zijde en 6.500 doden, gewonden en vermisten aan de geallieerde kant. De aanval ging nog drie dagen door maar zonder spectaculaire resultaten.

### Somme
Op 15 augustus was de aanval aan het wankelen doordat de geallieerde troepen zo snel oprukten dat de bevoorrading en de ondersteunende artillerie hen niet konden bijhouden, en bovendien werden Duitse reserves naar de sector overgeplaatst. Haig weigerde aan de eisen van Foch te voldoen om het Amiens-offensief voort te zetten. In plaats daarvan begon hij een offensief te plannen bij Albert, dat op 21 augustus begon. De hoofdaanval werd uitgevoerd door het Britse 3de leger.
Het offensief was een succes. Het Duitse 2de leger werd teruggedreven over een 55 kilometer lang front. Albert werd op 22 augustus veroverd. Op 26 augustus verlengde het Britse leger het front met nog eens 12 kilometer. Bapaume viel op 29 augustus. Het 4de Britse leger hervatte haar offensief ook weer en het Australische korps stak de Sommerivier over in de nacht van 31 augustus. De geallieerden braken door de Duitse linies bij Mont Saint-Quentin en Péronne. De commandant van het Britse 4de leger, Generaal Henry Rawlinson, beschreef de Australische opmars van 31 augustus–4 september als het beste militaire resultaat tijdens de oorlog.
Tegen 2 september waren de Duitsers teruggedreven tot dicht bij de Hindenburglinie, waarvandaan zij hun lenteoffensief begonnen waren.

### Het doorbreken van de Hindenburglinie

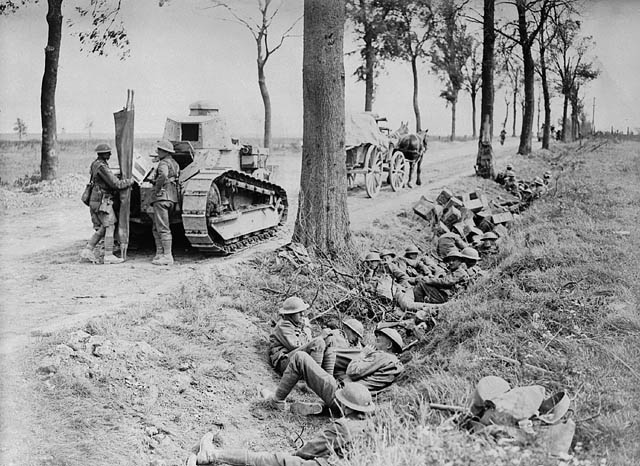
Canadezen in een gracht langs de weg Arras - Cambrai

Foch plande nu een grote concentrische aanval op de Duitse linies in Frankrijk, met de diverse aanvallen die samenkwamen in Luik (België).
De hoofdverdediging van de Duitsers was geconcentreerd rond de Hindenburglinie, een serie van versterkte posities van Cerny aan de rivier de Aisne tot aan Arras. Voordat Fochs hoofdoffensief begon, werd de Duitse verdediging ten westen en oosten van de lijn vernietigd in de Slag bij Havrincourt en de Slag bij Saint-Mihiel op 12 september; en de Slag bij Épehy en de Slag bij Canal du Nord op 18 september.
Deze eerste aanval van Fochs Grote Offensief werd uitgevoerd op 26 september door de Amerikaanse Expeditionary Forces in het Maas-Argonneoffensief. Twee dagen later voerde de legergroep onder Albert I van België (Belgische en Britse 2de leger onder Generaal Herbert Plumer) een aanval uit bij Ieper. Beide aanvallen verliepen in het begin goed maar vertraagden door logistieke problemen voornamelijk in de Amerikaanse sector.
Ondertussen veroverde het Britse leger geleid door Canadese troepen twee linies van de Hindenburglinie vlak bij Cambrai. Op 30 september voerde Haig de hoofdaanval op de linie uit. De aanval werd geleid door het 27ste en 30ste Amerikaanse korps die aan het Australische korps toe gevoegd waren. De Amerikanen veroverden een 7,2 kilometer kanaal tunnel bij Bellicourt, kwamen zwaar onder vuur te liggen maar werden geassisteerd door Australische troepen.
Twee dagen later voerde een Britse divisie een succesvolle amfibische actie uit over het Kanaal ten zuiden van de tunnel om de breuk in de verdediging te vergroten. Tegen 5 oktober was het Britse vierde leger volledig door de Hindenburg verdediging gebroken.
Rawlinson schreef,
"Had the Boche [Duitsers] not shown marked signs of deterioration during the past month, I should never have contemplated attacking the Hindenburg line. Had it been defended by the Germans of two years ago, it would certainly have been impregnable."
(Hadden de Duitsers geen teken van verzwakking getoond de afgelopen maanden, dan zou ik nooit hebben overwogen de Hindenburglinie aan te vallen. Was hij verdedigd door de Duitsers van twee jaar geleden dan zou hij waarschijnlijk ondoordringbaar zijn geweest.)
Door deze doorbraak moest de Duitse legerleiding wel accepteren dat de oorlog voorbij was. Het bewijs voor het falend Duitse moreel overtuigde veel geallieerde commandanten en politieke leiders ervan dat de oorlog nog in 1918 beëindigd kon worden. (Tot dan toe waren alle inspanningen gericht op troepenopbouw om een beslissende aanval in 1919 uit te voeren.)

## Duitse terugtocht
In oktober werd het Duitse leger gedwongen terug te trekken door het gebied dat in 1914 veroverd was, maar de terugtrekking veranderde echter nimmer in een chaotische vlucht. De geallieerden drongen de Duitsers terug naar de spoorweg van Metz naar Brugge, waarmee het volledige front in Noord-Frankrijk en België was bevoorraad gedurende grote gedeelten van de oorlog. Hoe dichter de geallieerde troepen deze spoorweg naderden hoe meer de Duitse troepen werden gedwongen om zwaar materieel en voorraden achter te laten, wat hun moreel en mogelijkheden om terug te vechten reduceerde.
Het aantal slachtoffers bleef hoog in alle geallieerde troepen en bij het terugtrekkende Duitse leger.
Gevechten in de achterhoede werden gevochten in Ieper, Kortrijk, Selle, Valenciennes, de Sambre en Mons. Gevochten werd tot de laatste minuten voor de overgave, die inging op 11.00 11 november 1918.